# Tomàs Aguiló i Forteza

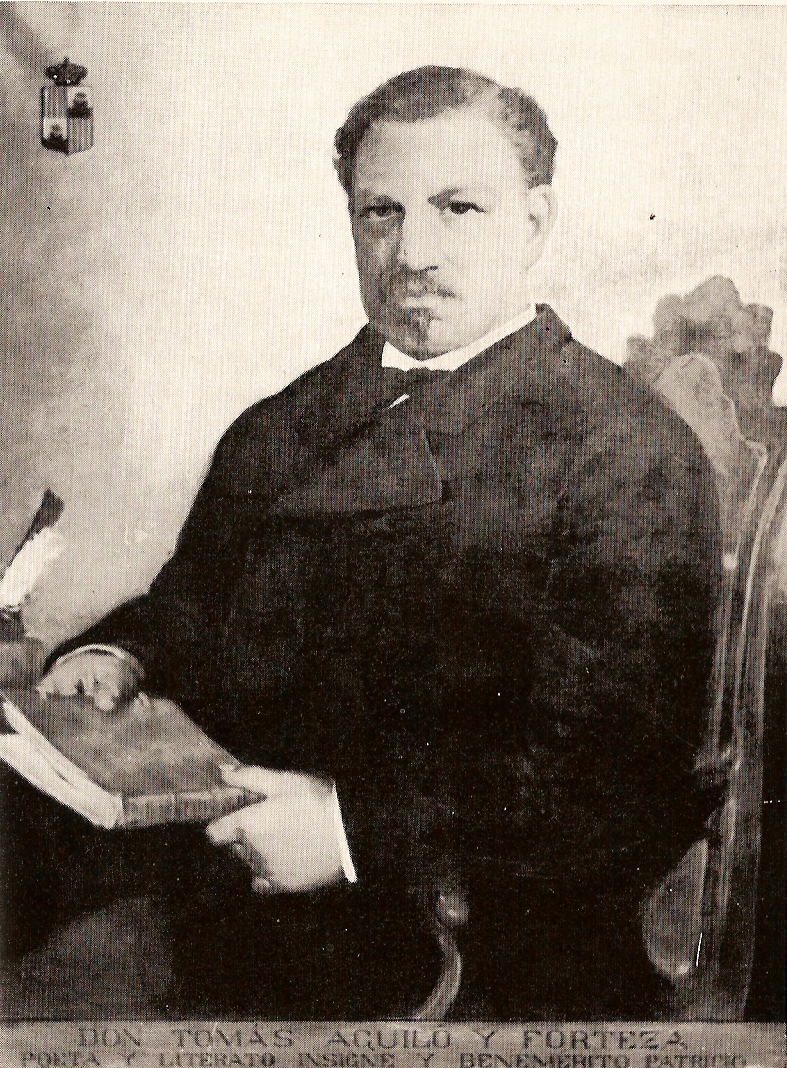
Tomàs Aguiló i Forteza

Tomàs Aguiló i Forteza (* 1812 in Palma; † 1884 ebenda) war ein mallorquinischer Dichter, Schriftsteller und Journalist.

## Leben
Geboren 1812 in Palma als Sohn von Tomàs Aguiló i Cortès, ebenfalls ein mallorquinischer Poet, wurde er schon in jungen Jahren von den konservativen Gedanken seines Vaters inspiriert und verfasste zahlreiche Prosa. Seine Vorbilder waren unter anderen Chateaubriand, Manzoni und Balmes. Seine Werke schrieb er sowohl in katalanischer Sprache als auch in seiner Muttersprache, dem auf Mallorca gesprochenen mallorquinischen Dialekt.
1832 wird er bekannt durch die Ode über die spanische Eroberung von Mallorca. Im Jahre 1840 gründete er mit Josep Maria Quadrado und Antoni Montis die Zeitschrift „La Palma“, die von großer Bedeutung für die katalanische Literaturszene im 19. Jahrhundert war.
In den Jahren 1846 bis 1850 veröffentlichte er drei Gedichtbände mit unterschiedlichen Versen. 1852 folgte Poesies fantàstiques und 1863 die Erzählungen A la sombra del ciprés. Weitere Werke wurden posthum veröffentlicht, insgesamt erschienen acht Bände.
Er war Mitglied der Akademie Reial Acadèmia de Bones Lletres de Barcelona.

## Werke (Lyrik)
- La Fe
- La Unidad Católica
- La novia trista
- El fill de l'implacable comte
- Semprevives
- A un vei enamorat
- Na Tonina
- Sa mula i es missatge

## Veröffentlichungen
- 1863 A la sombra del cipres, cuentos y fantasías, Hrsg.: Imprenta de Felipe Guasp, Palma
- 1871 Escenas episódicas, relativas á la sagrada pasión de nuestro Señor Jesucristo, Hrsg.: Imprenta de Felipe Guasp, Palma
- 1849 Memoria sobre los auxilios que presta la arqueologia á la historia. Hrsg.: Imprenta de Antonio Puigrubí y Canals, Tarragona